# 조지 엘러리 헤일
조지 엘러리 헤일(George Ellery Hale, 1868 ~ 1938)은 미국의 천문학자이다.
시카고의 실업가의 집안에서 태어나 매사추세츠 공과대학 재학 중이던 1890년에 태양빛의 특정 파장에 의한 태양 촬영법을 발명했다. 시카고대학 조교수를 거쳐 1897년에 여키스 천문대 초대 대장에 취임, 1904년 카네기 재단의 힘을 빌어 윌슨 산 천문대를 개설하고 태양 물리의 연구에 전념, 1908년 태양 흑점의 강한 자계(磁界)를 발견했다. 이어서 항성 관측을 위하여 많은 기부금을 모아, 17년에 구경 100인치의 망원경을 완성했다. 1923년 천문대장직을 사임했으나, 다시 200인치 망원경 설치를 계획하고 록펠러 재단의 원조를 구했다. 1928년, 예산 600만 달러로써 착수하여, 세계대전 후인 1948년에 팔로마 천문대를 완성하였다. 이로써 인류는 수십억 광년의 은하계까지 관측할 수 있게 되었다.

## 참고 자료
- 이 문서에는 다음커뮤니케이션(현 카카오)에서 GFDL 또는 CC-SA 라이선스로 배포한 글로벌 세계대백과사전의 내용을 기초로 작성된 글이 포함되어 있습니다.